# Паковраће
Паковраће је насеље у Србији у општини Чачак у Моравичком округу. Према попису из 2022. било је 433 становника.
Овде се налазе Метох манастира Сретење и Запис храст код школе (Паковраће).

## Географија
Кроз Паковраће пролази магистрални пут Чачак -Ужице, као и регионални пут према Лучанима. На северу, насеље се простире до десне обале Западне Мораве, на југу до планине Јелице и падина планине Овчар (односно до драгачевских села Ртара и Дучаловића), на истоку до села Риђаге, на западу до Међувршја.
Паковраће има дугу традицију узгајања винове лозе, пре свега на брду Овчарић. Виногради у Паковраћу се помињу и у народној епској песми „Бан Милутин и Дука Херцеговац”. Овде се наводи само неколико стихова из поменуте народне песме:
„Копај мене девет винограда
У Бањици и у Атеници,
У Лозници и у Паковраћу.”
Свештеник Стеван Мијушковић је 1937/38. направио малу хидроцентралу која је покретала малу стругару и осветљавала црквено двориште и његов стан.

## Демографија
У насељу Паковраће живи 408 пунолетних становника, а просечна старост становништва износи 45,3 година (42,8 код мушкараца и 47,7 код жена). У насељу има 169 домаћинстава, а просечан број чланова по домаћинству је 2,75.
Ово насеље је великим делом насељено Србима (према попису из 2002. године).
|  |

| Демографија | Демографија | Демографија |
| Година      | Становника  | Становника  |
| ----------- | ----------- | ----------- |
| 1948.       | 476         |             |
| 1953.       | 475         |             |
| 1961.       | 450         |             |
| 1971.       | 421         |             |
| 1981.       | 464         |             |
| 1991.       | 459         | 457         |
| 2002.       | 483         | 517         |
| 2011.       | 479         |             |

| Етнички састав према попису из 2002.‍ | Етнички састав према попису из 2002.‍ | Етнички састав према попису из 2002.‍ | Етнички састав према попису из 2002.‍ | Етнички састав према попису из 2002.‍ |
| ------------------------------------ | ------------------------------------ | ------------------------------------ | ------------------------------------ | ------------------------------------ |
|                                      |                                      |                                      |                                      |                                      |
| Срби                                 | Срби                                 |                                      | 470                                  | 97,30%                               |
| Црногорци                            | Црногорци                            |                                      | 2                                    | 0,41%                                |
| Чеси                                 | Чеси                                 |                                      | 1                                    | 0,20%                                |
| Хрвати                               | Хрвати                               |                                      | 1                                    | 0,20%                                |
| Југословени                          | Југословени                          |                                      | 1                                    | 0,20%                                |
| непознато                            | непознато                            |                                      | 8                                    | 1,65%                                |

| Година пописа     | 1948. | 1953. | 1961. | 1971. | 1981. | 1991. | 2002. |
| ----------------- | ----- | ----- | ----- | ----- | ----- | ----- | ----- |
| Број домаћинстава | 83    | 90    | 105   | 112   | 126   | 139   | 169   |

| Број чланова      | 1  | 2  | 3  | 4  | 5  | 6 | 7 | 8 | 9 | 10 и више | Просек |
| ----------------- | -- | -- | -- | -- | -- | - | - | - | - | --------- | ------ |
| Број домаћинстава | 34 | 59 | 29 | 23 | 16 | 4 | 3 | 1 | 0 | 0         | 2,75   |

| Пол    | Укупно | Неожењен/Неудата | Ожењен/Удата | Удовац/Удовица | Разведен/Разведена | Непознато |
| ------ | ------ | ---------------- | ------------ | -------------- | ------------------ | --------- |
| Мушки  | 203    | 61               | 127          | 9              | 6                  | 0         |
| Женски | 220    | 42               | 130          | 44             | 3                  | 1         |
| УКУПНО | 423    | 103              | 257          | 53             | 9                  | 1         |

| Пол    | Укупно                    | Пољопривреда, лов и шумарство | Рибарство                            | Вађење руде и камена | Прерађивачка индустрија       |
| ------ | ------------------------- | ----------------------------- | ------------------------------------ | -------------------- | ----------------------------- |
| Мушки  | 87                        | 14                            | 0                                    | 0                    | 36                            |
| Женски | 68                        | 9                             | 0                                    | 1                    | 13                            |
| УКУПНО | 155                       | 23                            | 0                                    | 1                    | 49                            |
| Пол    | Производња и снабдевање   | Грађевинарство                | Трговина                             | Хотели и ресторани   | Саобраћај, складиштење и везе |
| Мушки  | 3                         | 3                             | 13                                   | 1                    | 4                             |
| Женски | 0                         | 2                             | 9                                    | 1                    | 1                             |
| УКУПНО | 3                         | 5                             | 22                                   | 2                    | 5                             |
| Пол    | Финансијско посредовање   | Некретнине                    | Државна управа и одбрана             | Образовање           | Здравствени и социјални рад   |
| Мушки  | 0                         | 1                             | 1                                    | 1                    | 1                             |
| Женски | 0                         | 2                             | 0                                    | 5                    | 4                             |
| УКУПНО | 0                         | 3                             | 1                                    | 6                    | 5                             |
| Пол    | Остале услужне активности | Приватна домаћинства          | Екстериторијалне организације и тела | Непознато            | Непознато                     |
| Мушки  | 3                         | 0                             | 0                                    | 6                    | 6                             |
| Женски | 19                        | 0                             | 0                                    | 2                    | 2                             |
| УКУПНО | 22                        | 0                             | 0                                    | 8                    | 8                             |